# Liste der Wüstungen im Okres Plzeň-sever
Die Liste der Wüstungen im Okres Plzeň-sever listet die Wüstungen im Okres Plzeň-sever im Plzeňský kraj auf, unterteilt nach den Gemeinden, auf deren Gebiet sie liegen.
Im Okres Plzeň-sever entstanden viele Wüstungen durch die Vertreibung der Deutschen aus der Tschechoslowakei nach 1945. Einige Wüstungen entstanden durch die Hussitenkriege im 15. Jahrhundert und durch den Dreißigjährigen Krieg im 17. Jahrhundert. Teilweise wurden auf dem Gebiet der in den Kriegen untergegangenen Dörfer später Gutshöfe und andere Gebäude errichtet, die heute auch verlassen sind, teilweise aber als Ruine noch existieren. Eine weitere Ursache für den Untergang von mehreren Siedlungen und Mühlen war die Anlage der Talsperre Hracholusky.
Die in der Spalte ÚSKP-Nr. angegebenen Nummern verlinken auf den tschechischen Denkmalschutz.

## Nachweise
Die deutschen Bezeichnungen der Orte und Einöden befinden sich auf der zoombaren Karte der Franzisco-Josephinischen Landesaufnahme (1869–1887), die auf der Seite mapire.eu/de ausgewählt werden kann.
Auf dieser Karte werden im unteren Bildbereich die Koordinaten des Mauszeigers angezeigt.
In der linken unteren Bildecke kann eine Übersichtskarte aufgeklappt werden.
Auf der Webseite www.zanikleobce.cz wurden von Pavel Beran unter Mitarbeit vieler anderer Autoren Daten über untergegangene, abgerissene, zerstörte, teilweise zerstörte und vom Verfall bedrohte Objekte in Tschechien gesammelt.
Dabei handelt es sich außer um Ortschaften und Einöden auch um Gebäude wie Kirchen, Synagogen, Brauereien, Mühlen, Fabriken usw.
Auf der Seite www.zanikleobce.cz/index.php?menu=11&okr=3407 befindet sich die Liste mit Links auf die untergegangenen Orte und Objekte im Okres Plzeň-sever.
Für jedes Objekt wurden die Koordinaten, Zeitpunkt und Ursache des Unterganges, Grad der Zerstörung und heutiger Zustand dokumentiert.
Zu jedem Objekt können interaktive Karten angewählt werden, auf denen die Objekte als anklickbare Symbole dargestellt sind.
Die Seite wird fortlaufend vervollständigt. Sie ist in tschechischer Sprache, an der deutschen Übersetzung wird gearbeitet.
Viele ehemalige Gemeinden finden sich mit dem Datum ihrer schriftlichen Ersterwähnung (Prv.pis.zminka) im Historický lexikon obcí České republiky – 1869–2005 (deutsch: Historisches Lexikon der Gemeinden der Tschechischen Republik 1869–2005).
Der Okres Plzeň-sever beginnt im Band 1 auf Seite 314.

## Liste der Wüstungen

### Bezvěrov
| Bild | Name-CZ                        | Name-DE             | Anmerkungen            | ÚSKP-Nr. | Erste Erwähnung | Untergang Zeit | Untergang Grund       |
| ---- | ------------------------------ | ------------------- | ---------------------- | -------- | --------------- | -------------- | --------------------- |
| BW   | Dolský mlýn (Standort)         | Grundmühle          | Mühle                  |          |                 |                |                       |
| BW   | Holubí mlýn (Standort)         | Taubenmühlwirtshaus | Hotel, Gasthaus, Hütte |          |                 |                |                       |
| BW   | Horův dolní mlýn (Standort)    | Unter Höramühle     | Mühle                  |          |                 |                |                       |
| BW   | Horův horní mlýn (Standort)    | Ober Höramühl       | Mühle                  |          |                 |                |                       |
| BW   | Kaisrův mlýn (Standort)        | Kaisermühle         | Einöde                 |          |                 |                |                       |
| BW   | Lehnhäuseln (Standort)         | Lehnhäuseln         | Siedlung               |          |                 |                |                       |
| BW   | Malý Zuckerův mlýn (Standort)  | Kleine Zuckermühle  | Einöde                 |          |                 |                |                       |
| BW   | Ovčí hora (Standort)           | Ovčí hora           | Siedlung               |          |                 |                | Vertreibung nach 1945 |
| BW   | Velký Zuckerův mlýn (Standort) | Grose Zuckermühle   | Mühle                  |          |                 |                | Vertreibung nach 1945 |
| BW   | Žernovnický mlýn (Standort)    | Schirniker Mühle    | Mühle                  |          |                 | vor 1945       |                       |
| BW   | Žernovník (Standort)           | Schirnik            | Gemeinde               |          | 1253            | nach 1945      | Vertreibung nach 1945 |

### Blatnice u Nýřan
| Bild | Name-CZ           | Name-DE | Anmerkungen | ÚSKP-Nr. | Erste Erwähnung | Untergang Zeit | Untergang Grund |
| ---- | ----------------- | ------- | ----------- | -------- | --------------- | -------------- | --------------- |
| BW   | Mexiko (Standort) | Mexiko  | Einöde      |          |                 |                |                 |

### Chříč
| Bild           | Name-CZ               | Name-DE     | Anmerkungen                                   | ÚSKP-Nr. | Erste Erwähnung | Untergang Zeit | Untergang Grund       |
| -------------- | --------------------- | ----------- | --------------------------------------------- | -------- | --------------- | -------------- | --------------------- |
| weitere Bilder | Dubjany (Standort)    | Dubjany     | Veste, Dorf, war Eigentum derer von Landstein |          | 1360            | 1618–1648      | Dreißigjähriger Krieg |
| BW             | Kubův mlýn (Standort) | Kubův Mühle | Mühle                                         |          |                 |                |                       |

### Dobříč
| Bild | Name-CZ                | Name-DE     | Anmerkungen | ÚSKP-Nr. | Erste Erwähnung | Untergang Zeit | Untergang Grund |
| ---- | ---------------------- | ----------- | ----------- | -------- | --------------- | -------------- | --------------- |
| BW   | Hýrovy Hory (Standort) | Hýrovy Hory | Einöde      |          |                 |                |                 |

### Dražeň
| Bild | Name-CZ             | Name-DE  | Anmerkungen | ÚSKP-Nr. | Erste Erwähnung | Untergang Zeit | Untergang Grund |
| ---- | ------------------- | -------- | ----------- | -------- | --------------- | -------------- | --------------- |
| BW   | Malenice (Standort) | Malenice | Einöde      |          |                 | 1960-1970      |                 |

### Hlince
| Bild           | Name-CZ         | Name-DE | Anmerkungen | ÚSKP-Nr. | Erste Erwähnung | Untergang Zeit | Untergang Grund |
| -------------- | --------------- | ------- | ----------- | -------- | --------------- | -------------- | --------------- |
| weitere Bilder | Ptyč (Standort) | Ptyč    | Dorf        |          | 14. Jahrhundert | 1800           |                 |

### Hněvnice
| Bild | Name-CZ                                    | Name-DE                         | Anmerkungen    | ÚSKP-Nr. | Erste Erwähnung | Untergang Zeit | Untergang Grund |
| ---- | ------------------------------------------ | ------------------------------- | -------------- | -------- | --------------- | -------------- | --------------- |
| BW   | Hněvnice – kostel Všech Svatých (Standort) | Hniemitz – Kirche Allerheiligen | Kirchengebäude |          |                 | 1970-1980      |                 |

### Horní Bříza
| Bild | Name-CZ                    | Name-DE          | Anmerkungen | ÚSKP-Nr. | Erste Erwähnung | Untergang Zeit | Untergang Grund |
| ---- | -------------------------- | ---------------- | ----------- | -------- | --------------- | -------------- | --------------- |
| BW   | Fránova cihelna (Standort) | Fránova Ziegelei | Ziegelei    |          |                 | 1945-1950      |                 |

### Hromnice
| Bild           | Name-CZ                     | Name-DE          | Anmerkungen                                             | ÚSKP-Nr.     | Erste Erwähnung | Untergang Zeit | Untergang Grund |
| -------------- | --------------------------- | ---------------- | ------------------------------------------------------- | ------------ | --------------- | -------------- | --------------- |
| weitere Bilder | Býkov (Hromnice) (Standort) | Býkov (Hromnice) | Dorf, war Eigentum des Abtes Evžen Tyttl, Kloster Plasy | 23717/4-1244 |                 | Mittelalter    |                 |
| BW             | Třemošnice (Standort)       | Třemošnice       | Dorf, später Gutshof, war Eigentum des Klosters Plasy   |              | 13. Jahrhundert | 1558           | Hussitenkriege  |

### Jarov
| Bild           | Name-CZ             | Name-DE  | Anmerkungen                                    | ÚSKP-Nr.     | Erste Erwähnung | Untergang Zeit  | Untergang Grund |
| -------------- | ------------------- | -------- | ---------------------------------------------- | ------------ | --------------- | --------------- | --------------- |
| weitere Bilder | Třebokov (Standort) | Třebokov | Dorf, Gutshof, war Eigentum des Klosters Plasy | 19751/4-1486 | 13. Jahrhundert | 16. Jahrhundert |                 |

### Kaznějov
| Bild | Name-CZ                             | Name-DE               | Anmerkungen          | ÚSKP-Nr. | Erste Erwähnung | Untergang Zeit | Untergang Grund |
| ---- | ----------------------------------- | --------------------- | -------------------- | -------- | --------------- | -------------- | --------------- |
| BW   | Buchbinderova cihelna (Standort)    | Buchbinderova cihelna | Ziegelei             |          |                 | 1945-1950      |                 |
| BW   | Chemické závody Kaznějov (Standort) | Chemie-Fabrik Kasnau  | Fabrik               |          |                 | nach 2000      |                 |
| BW   | Důl David (Standort)                | Davidschacht          | Bergwerk, Steinbruch |          |                 | nach 2000      |                 |
| BW   | Újezd (u Kaznějova) (Standort)      | Újezd (u Kaznějova)   | Siedlung             |          | 1250            | 1558           | Hussitenkriege  |

### Kbelany
| Bild | Name-CZ             | Name-DE   | Anmerkungen | ÚSKP-Nr. | Erste Erwähnung | Untergang Zeit | Untergang Grund |
| ---- | ------------------- | --------- | ----------- | -------- | --------------- | -------------- | --------------- |
| BW   | Harvažov (Standort) | Harabaska | Forsthaus   |          |                 | 1980-1990      |                 |

### Kralovice
| Bild           | Name-CZ                               | Name-DE            | Anmerkungen                           | ÚSKP-Nr.     | Erste Erwähnung | Untergang Zeit | Untergang Grund       |
| -------------- | ------------------------------------- | ------------------ | ------------------------------------- | ------------ | --------------- | -------------- | --------------------- |
| weitere Bilder | Hubenov (hospodářský dvůr) (Standort) | Hubenov (Gutshof)  | Dorf, war Eigentum des Klosters Plasy | 18351/4-1241 | 1337            |                |                       |
| BW             | Prokopský mlýn (Standort)             | Prokopimühle       | Einöde                                |              |                 |                |                       |
| weitere Bilder | Šebíkov (Standort)                    | Šebíkov            | Veste                                 | 45336/4-1434 | 1250            | 1558           |                       |
| BW             | Újezd (u Kralovic) (Standort)         | Újezd (u Kralovic) | Siedlung                              |              | 1250            | 1613           | Dreißigjähriger Krieg |

### Krsy
| Bild           | Name-CZ                   | Name-DE         | Anmerkungen | ÚSKP-Nr. | Erste Erwähnung | Untergang Zeit | Untergang Grund                           |
| -------------- | ------------------------- | --------------- | ----------- | -------- | --------------- | -------------- | ----------------------------------------- |
| BW             | Cihelna – Krsy (Standort) | Ziegelei – Krsy | Fabrik      |          |                 | 1950-1960      |                                           |
| BW             | Na hranicích (Standort)   | Ranitzenhäuseln | Einöde      |          |                 |                | Vertreibung nach 1945                     |
| weitere Bilder | Umíř (Standort)           | Umirschen       | Siedlung    | 101338   |                 | nach 1945      | Vertreibung nach 1945, Truppenübungsplatz |

### Líšťany u Stříbra
| Bild | Name-CZ              | Name-DE  | Anmerkungen | ÚSKP-Nr. | Erste Erwähnung | Untergang Zeit | Untergang Grund |
| ---- | -------------------- | -------- | ----------- | -------- | --------------- | -------------- | --------------- |
| BW   | Nový mlýn (Standort) | Neumühle | Mühle       |          |                 |                |                 |

### Manětín
| Bild | Name-CZ                                     | Name-DE                                | Anmerkungen                           | ÚSKP-Nr. | Erste Erwähnung | Untergang Zeit | Untergang Grund |
| ---- | ------------------------------------------- | -------------------------------------- | ------------------------------------- | -------- | --------------- | -------------- | --------------- |
| BW   | Bartuškův mlýn (Standort)                   | Bartuškův Mühle                        | Mühle                                 |          |                 | 1945-1950      |                 |
| BW   | Horův mlýn (Standort)                       | Horamühle Hausel                       | Einöde                                |          |                 |                |                 |
| BW   | Nučický mlýn (Standort)                     | Nutschitzmühle                         | Mühle                                 |          |                 |                |                 |
| BW   | Ozřany (Standort)                           | Ozřany                                 | Dorf, war Eigentum des Klosters Plasy |          | 1372            | 1421           | Hussitenkriege  |
| BW   | Taubenmühlhäuseln (Standort)                | Taubenmühlhäuseln                      | Einöde                                |          |                 |                |                 |
| BW   | U Vanifků (Standort)                        | Wanifkamühle                           | Mühle                                 |          |                 |                |                 |
| BW   | Víska – kostel sv. Petra a Pavla (Standort) | Fieska – Kirche des Hl. Peter und Paul | Kirchengebäude                        |          |                 | 1970-1980      |                 |
| BW   | Vranov (Standort)                           | Frauenhof                              | Gutshaus                              |          |                 |                |                 |

### Mladotice
| Bild           | Name-CZ                    | Name-DE         | Anmerkungen                                                                                | ÚSKP-Nr.     | Erste Erwähnung | Untergang Zeit | Untergang Grund |
| -------------- | -------------------------- | --------------- | ------------------------------------------------------------------------------------------ | ------------ | --------------- | -------------- | --------------- |
| weitere Bilder | Velká Černá Hať (Standort) | Velká Černá Hať | Schloss, Gutshaus, war Eigentum des Klosters Plasy, heute (2017) betonierte Schweineställe | 22183/4-1437 | 1193            |                |                 |

### Nečtiny
| Bild           | Name-CZ                            | Name-DE                      | Anmerkungen         | ÚSKP-Nr. | Erste Erwähnung | Untergang Zeit | Untergang Grund       |
| -------------- | ---------------------------------- | ---------------------------- | ------------------- | -------- | --------------- | -------------- | --------------------- |
| BW             | Chalupa pod Hradištěm (Standort)   | Höhlhäusel                   | Einöde              |          |                 | nach 2000      | Vertreibung nach 1945 |
| BW             | Ecklův mlýn (Standort)             | Ecklmühle                    | Mühle               |          |                 |                |                       |
| BW             | Kleinrohrmühle (Standort)          | Kleinrohrmühle               | Mühle               |          |                 |                |                       |
| BW             | Krašovský mlýn (Standort)          | Krascher Mühle               | Mühle               |          |                 |                |                       |
| BW             | Pod Vinicí (Standort)              | Weinbergmühle                | Mühle               |          |                 |                |                       |
| weitere Bilder | Račín (Standort)                   | Ratschin                     | Siedlung            |          | 1379            | nach 1945      | Vertreibung nach 1945 |
| BW             | U Vertlíků (Standort)              | Wertliken Mühle              | Mühle               |          |                 |                |                       |
| BW             | Zámecký pivovar Nečtiny (Standort) | Schlossbrauerei Preitenstein | Brauerei, Brennerei |          |                 | 1950-1960      |                       |

### Nekmíř
| Bild | Name-CZ                             | Name-DE                    | Anmerkungen          | ÚSKP-Nr. | Erste Erwähnung | Untergang Zeit | Untergang Grund |
| ---- | ----------------------------------- | -------------------------- | -------------------- | -------- | --------------- | -------------- | --------------- |
| BW   | Nekmíř – hájovna Lipovka (Standort) | Nekmíř – Forsthaus Lipovka | Forsthaus            |          |                 | 1950-1960      | Katastrophe     |
| BW   | Nekmíř – zámek (Standort)           | Nekmíř – Schloss           | Burg, Schloss, Veste |          | 1358            |                |                 |

### Nevřeň
| Bild | Name-CZ                                                      | Name-DE                                          | Anmerkungen             | ÚSKP-Nr. | Erste Erwähnung | Untergang Zeit | Untergang Grund |
| ---- | ------------------------------------------------------------ | ------------------------------------------------ | ----------------------- | -------- | --------------- | -------------- | --------------- |
| BW   | Budova pohostinství a hasičské zbrojnice – Nevřeň (Standort) | Budova Gastwirtschaft und Feuerwehrhaus – Nevřeň | Gasthaus, Feuerwehrhaus |          |                 | nach 2000      |                 |

### Pastuchovice
| Bild | Name-CZ             | Name-DE  | Anmerkungen | ÚSKP-Nr. | Erste Erwähnung | Untergang Zeit | Untergang Grund |
| ---- | ------------------- | -------- | ----------- | -------- | --------------- | -------------- | --------------- |
| BW   | Pohvizdy (Standort) | Powiesen | Gutshaus    |          |                 | 1960-1970      |                 |

### Pernarec
| Bild | Name-CZ               | Name-DE    | Anmerkungen | ÚSKP-Nr. | Erste Erwähnung | Untergang Zeit | Untergang Grund |
| ---- | --------------------- | ---------- | ----------- | -------- | --------------- | -------------- | --------------- |
| BW   | Donnamühle (Standort) | Donnamühle | Einöde      |          |                 |                |                 |

### Plasy
| Bild           | Name-CZ                              | Name-DE                      | Anmerkungen                           | ÚSKP-Nr. | Erste Erwähnung | Untergang Zeit | Untergang Grund                                            |
| -------------- | ------------------------------------ | ---------------------------- | ------------------------------------- | -------- | --------------- | -------------- | ---------------------------------------------------------- |
| BW             | Čečín (okres Plzeň-sever) (Standort) | Čečín (okres Plzeň-sever)    | Dorf, war Eigentum des Klosters Plasy |          | 12. Jahrhundert | 1224           | Dorf abgerissen und durch Getreidespeicher Grangie ersetzt |
| weitere Bilder | Lomany (Standort)                    | Lomany                       | Dorf, war Eigentum des Klosters Plasy |          | 1192            | 1421           | Hussitenkriege                                             |
| BW             | Lomnička – Brouskárna (Standort)     | Steinbruchnička – Brouskárna | Fabrik                                |          |                 |                |                                                            |
| BW             | Mozolínský mlýn (Standort)           | Mosoliner Mühle              | Mühle                                 |          |                 |                |                                                            |

### Pňovany
| Bild | Name-CZ            | Name-DE    | Anmerkungen | ÚSKP-Nr. | Erste Erwähnung | Untergang Zeit | Untergang Grund |
| ---- | ------------------ | ---------- | ----------- | -------- | --------------- | -------------- | --------------- |
| BW   | Cihelna (Standort) | Ziegelei   | Forsthaus   |          |                 | nach 2000      |                 |
| BW   | Ovčín (Standort)   | Schafhütte | Einöde      |          |                 |                |                 |

### Sedlec u Kralovic
| Bild | Name-CZ                               | Name-DE                    | Anmerkungen | ÚSKP-Nr. | Erste Erwähnung | Untergang Zeit | Untergang Grund |
| ---- | ------------------------------------- | -------------------------- | ----------- | -------- | --------------- | -------------- | --------------- |
| BW   | Olšany (okres Plzeň-sever) (Standort) | Olšany (okres Plzeň-sever) | Dorf        |          | 1230            | 1421           | Hussitenkriege  |

### Slatina u Chříče
| Bild           | Name-CZ                      | Name-DE           | Anmerkungen                            | ÚSKP-Nr. | Erste Erwähnung | Untergang Zeit | Untergang Grund       |
| -------------- | ---------------------------- | ----------------- | -------------------------------------- | -------- | --------------- | -------------- | --------------------- |
| weitere Bilder | Březsko (Slatina) (Standort) | Březsko (Slatina) | Dorf, war Eigentum derer von Landstein |          | 1529            | 1618–1648      | Dreißigjähriger Krieg |

### Talsperre Hracholusky
| Bild           | Name-CZ                              | Name-DE                   | Anmerkungen | ÚSKP-Nr.     | Erste Erwähnung | Untergang Zeit | Untergang Grund       |
| -------------- | ------------------------------------ | ------------------------- | ----------- | ------------ | --------------- | -------------- | --------------------- |
| BW             | Český mlýn (Standort)                | Böhmisch Mühle            | Mühle       |              |                 | 1960-1970      | Talsperre Hracholusky |
| weitere Bilder | Dolany (Standort)                    | Dollana                   | Siedlung    | 39524/4-1269 | 1266            |                | Talsperre Hracholusky |
| BW             | Hracholuský mlýn (Standort)          | Rakolusermühle            | Mühle       |              |                 | 1960-1970      | Talsperre Hracholusky |
| BW             | Hublův mlýn (Standort)               | Hobelmühle                | Mühle       |              |                 | 1960-1970      | Talsperre Hracholusky |
| BW             | Německý mlýn (Standort)              | Deutschemühle             | Mühle       |              |                 | 1960-1970      | Talsperre Hracholusky |
| BW             | Pňovany – Hydroelektrárna (Standort) | Pňovany – Wasserkraftwerk | Fabrik      |              |                 | 1960-1970      | Talsperre Hracholusky |
| BW             | Těchoděly (Standort)                 | Tichodil                  | Siedlung    |              | 1316            | 1960-1970      | Talsperre Hracholusky |
| BW             | Valečkův mlýn (Standort)             | Valečkův Mühle            | Mühle       |              |                 | 1960-1970      | Talsperre Hracholusky |
| BW             | Zelenkův mlýn (Standort)             | Düstermühle               | Mühle       |              |                 | 1960-1970      | Talsperre Hracholusky |

### Tis u Blatna
| Bild | Name-CZ            | Name-DE | Anmerkungen | ÚSKP-Nr. | Erste Erwähnung | Untergang Zeit | Untergang Grund       |
| ---- | ------------------ | ------- | ----------- | -------- | --------------- | -------------- | --------------------- |
| BW   | Bálková (Standort) | Walkowa | Gemeinde    |          | 1253            | 1945-1950      | Vertreibung nach 1945 |

### Úlice
| Bild | Name-CZ                              | Name-DE                     | Anmerkungen          | ÚSKP-Nr. | Erste Erwähnung | Untergang Zeit | Untergang Grund |
| ---- | ------------------------------------ | --------------------------- | -------------------- | -------- | --------------- | -------------- | --------------- |
| BW   | Hracholusky – starý zámek (Standort) | Hracholusky – altes Schloss | Burg, Schloss, Veste |          | 1415            | nach 2000      |                 |

### Úněšov
| Bild | Name-CZ                    | Name-DE         | Anmerkungen | ÚSKP-Nr. | Erste Erwähnung | Untergang Zeit | Untergang Grund       |
| ---- | -------------------------- | --------------- | ----------- | -------- | --------------- | -------------- | --------------------- |
| BW   | Na louce u lesa (Standort) | Waldwieshäuseln | Einöde      |          |                 |                | Vertreibung nach 1945 |
| BW   | Waldweishäuslen (Standort) | Waldweishäuslen | Einöde      |          |                 |                |                       |

### Úterý
| Bild | Name-CZ                        | Name-DE             | Anmerkungen | ÚSKP-Nr. | Erste Erwähnung | Untergang Zeit | Untergang Grund       |
| ---- | ------------------------------ | ------------------- | ----------- | -------- | --------------- | -------------- | --------------------- |
| BW   | Gerclín (Standort)             | Görzlin             | Siedlung    |          |                 |                | Vertreibung nach 1945 |
| BW   | Holčíkovy chalupy (Standort)   | Holdschicken Häuser | Siedlung    |          |                 |                | Vertreibung nach 1945 |
| BW   | Jansova Chalupa (Standort)     | Jansahäusl          | Einöde      |          |                 |                |                       |
| BW   | Jansův mlýn (Standort)         | Jansamühle          | Mühle       |          |                 | nach 1945      |                       |
| BW   | Lohmühle (Standort)            | Lohmühle            | Mühle       |          |                 |                |                       |
| BW   | Novomlýnské chalupy (Standort) | Neumühle Häuser     | Siedlung    |          |                 |                | Vertreibung nach 1945 |
| BW   | Nový mlýn (Standort)           | Neumühle            | Mühle       |          |                 |                | Vertreibung nach 1945 |
| BW   | Relíčkův mlýn (Standort)       | Relikenmühle        | Mühle       |          |                 |                |                       |
| BW   | Schlanzenmühle (Standort)      | Schlanzenmühle      | Mühle       |          |                 | nach 2000      | Katastrophe           |
| BW   | Sonnenberg (Standort)          | Sonnenberg          | Einöde      |          |                 |                |                       |
| BW   | Tofflův mlýn (Standort)        | Tofflmühle          | Mühle       |          |                 |                |                       |

### Velečín
| Bild | Name-CZ                                       | Name-DE                            | Anmerkungen    | ÚSKP-Nr. | Erste Erwähnung | Untergang Zeit | Untergang Grund |
| ---- | --------------------------------------------- | ---------------------------------- | -------------- | -------- | --------------- | -------------- | --------------- |
| BW   | Ostrovec – kaple sv. Jana Křtitele (Standort) | Ostrovec – kaple sv. Jana Křtitele | Kirchengebäude |          |                 |                |                 |
| BW   | Velečín – kostel jména Panny Marie (Standort) | Weletschin – Kirche Maria Namen    | Kirchengebäude |          |                 |                |                 |

### Všeruby u Plzně
| Bild | Name-CZ                     | Name-DE           | Anmerkungen | ÚSKP-Nr. | Erste Erwähnung | Untergang Zeit | Untergang Grund |
| ---- | --------------------------- | ----------------- | ----------- | -------- | --------------- | -------------- | --------------- |
| BW   | Radimovický mlýn (Standort) | Radimovický Mühle | Mühle       |          |                 |                |                 |

### Výrov
| Bild           | Name-CZ              | Name-DE   | Anmerkungen                                           | ÚSKP-Nr.     | Erste Erwähnung | Untergang Zeit | Untergang Grund |
| -------------- | -------------------- | --------- | ----------------------------------------------------- | ------------ | --------------- | -------------- | --------------- |
| weitere Bilder | Sechutice (Standort) | Sechutice | Dorf, später Gutshof, war Eigentum des Klosters Plasy | 14773/4-1636 | 1184            | 1785           |                 |

### Vysoká Libyně
| Bild | Name-CZ                          | Name-DE             | Anmerkungen          | ÚSKP-Nr. | Erste Erwähnung | Untergang Zeit | Untergang Grund |
| ---- | -------------------------------- | ------------------- | -------------------- | -------- | --------------- | -------------- | --------------- |
| BW   | Vysoká Libyně – zámek (Standort) | Hochlibin – Schloss | Burg, Schloss, Veste |          |                 | 1980-1990      |                 |

### Zahrádka u Všerub
| Bild | Name-CZ                 | Name-DE      | Anmerkungen | ÚSKP-Nr. | Erste Erwähnung | Untergang Zeit | Untergang Grund |
| ---- | ----------------------- | ------------ | ----------- | -------- | --------------- | -------------- | --------------- |
| BW   | Dlouhá Louka (Standort) | Langwiesen   | Siedlung    |          |                 |                |                 |
| BW   | Grabenhäusel (Standort) | Grabenhäusel | Forsthaus   |          |                 |                |                 |

### Žihle
| Bild           | Name-CZ              | Name-DE       | Anmerkungen                        | ÚSKP-Nr.     | Erste Erwähnung | Untergang Zeit | Untergang Grund       |
| -------------- | -------------------- | ------------- | ---------------------------------- | ------------ | --------------- | -------------- | --------------------- |
| weitere Bilder | Kalec (Standort)     | Kalec         | Schloss, Dorf, seit 2011 unbewohnt | 31558/4-1438 | 1234            | 1618–1648      | Dreißigjähriger Krieg |
| BW             | Nový Dvůr (Standort) | Nový Gutshaus | Burg, Schloss, Veste               |              | 1642            | 1945–1950      |                       |

### Žilov
| Bild | Name-CZ                 | Name-DE      | Anmerkungen | ÚSKP-Nr. | Erste Erwähnung | Untergang Zeit | Untergang Grund |
| ---- | ----------------------- | ------------ | ----------- | -------- | --------------- | -------------- | --------------- |
| BW   | Ostražkovice (Standort) | Ostražkovice | Einöde      |          |                 | 1960–1970      |                 |